# Undeniable
Undeniable (en español: Innegable) es el segundo álbum de estudio y primer álbum independiente de la cantautora y actriz estadounidense Raven-Symoné.

## Información

### Antecedentes
El álbum fue lanzado el 4 de mayo de 1999. Hasta el momento, el álbum ha vendido 100.000 copias en EE. UU. y más de 350.000 por todo el mundo.
Al álbum original se le dio una medida muy limitada en CD y casete. Debido a la rareza de este álbum, la edición original a menudo se vende por 40 dólares y hasta en eBay y otras tiendas en línea.

### Producción
Después de la falta de éxito con su álbum debut, «Here's to New Dreams», MCA Records terminó su contrato con ella en 1994. Después de un breve descanso, cofundó RayBlaize Records con su padre, Christopher Pearman en 1996, y firmó un contrato con Crash Records en 1997. La canción «Pure Love» fue escrita por la primera temporada de American Idol contendiente EJay Day, y la canción «I Love You» fue escrita y producida por Stevie Wonder.
El álbum incluyó el sencillo «With a Child's Heart», una canción originalmente cantada por Stevie Wonder. Mientras que su anterior álbum fue principalmente rap, este álbum se centró más en sus dotes vocales, mientras que mantiene fiel a sus raíces antiguas. Ella dejó Crash Records en el año 2000, y al año siguiente vendió la disquera RayBlaize Records.

### Promoción
Raven se fue de gira por los Estados Unidos, a varias escuelas y centros comerciales para promover el sencillo, e incluso realizó una gira con el grupo pop N'Sync. Tres videos musicales se hicieron para el sencillo: el primero utilizó el original «Uptempo Version», el segundo la «Ballad Version», y el tercero un «Remix». A pesar de los videos, de la música pesada y promoción, el sencillo no entró en los charts.

### Críticas
La mayoría de las estrellas infantiles no pueden tener un segundo acto de éxito en el mundo del espectáculo, ya que es imposible superar la imagen que se ha incrustado en la conciencia popular. Para Raven-Symoné, es aún más difícil, ya que no sólo era un miembro de The Cosby Show y Hangin' with Mr. Cooper, pero ella lanzó un álbum de música cuando era una niña, así dándose dos impresiones que superar. Eso es lo que trata de hacer con su segundo álbum, Undeniable. Aunque ella está en su adolescencia y está haciendo teen-pop bailable, hay una indicación clara en el disco que ella quiere ser tomado en serio y no se trata como un niño - todos los deseos perfectamente comprensibles. Mientras que el disco es defectuoso, Symoné hace demostrar que puede cantar, y algunos de las canciones son pegadizas. No llegan a alcanzar los niveles de estos pares como Monica, Brandy o Britney Spears, pero Undeniable tiene momentos tan fuertes que recorrer un largo camino hacia el establecimiento de Symoné como vocalista creíble.
Stephen Thomas Erlewine (Allmusic)

## Canciones
| N.º   | Título                                                 | Escritor(es)                                              | Productor(es)                      | Duración |  |
| 1.    | «With A Child's Heart» (Uptempo Version)               | Henry Cosby, Sylvia Moy, Vicky Basemore                   | Jerome "Rome" Jefferson, RayBlaize | 3:53     |  |
| 2.    | «I Can Get Down»                                       | Jerome "Rome" Jefferson, RayBlaize                        | Jerome "Rome" Jefferson, RayBlaize | 4:01     |  |
| 3.    | «Hip Hoppers»                                          | Joseph "Big Shank" Holt, Jerome "Rome" Jefferson          | Jerome "Rome" Jefferson            | 4:18     |  |
| 4.    | «Slow Down»                                            | Jerome "Rome" Jefferson                                   | Jerome "Rome" Jefferson            | 4:52     |  |
| 5.    | «Best Friends»                                         | Raven-Symoné, Pierce La Kindra, Jerome "Rome" Jefferson   | Jerome "Rome" Jefferson            | 4:18     |  |
| 6.    | «People Make The World Go Round»                       | Thomas Creed, Linda Creed                                 | Jerome "Rome" Jefferson, RayBlaize | 4:15     |  |
| 7.    | «Bounce»                                               | Jerome "Rome" Jefferson                                   | Jerome "Rome" Jefferson            | 4:41     |  |
| 8.    | «I Love You»                                           | Stevie Wonder                                             | Stevie Wonder                      | 4:51     |  |
| 9.    | «Lean On Me»                                           | Jerome "Rome" Jefferson, RayBlaize                        | Jerome "Rome" Jefferson, RayBlaize | 4:07     |  |
| 10.   | «With A Child's Heart» (Ballad Version)                | Henry Cosby, Alvin Davis, Sylvia Moy, Vicky Basemore      | Alvin Davis                        | 5:34     |  |
| 11.   | «Pure Love»                                            | Jeffrey Rogers, Milton Smith, Freddy Boy Sawyer, EJay Day | Jerome "Rome" Jefferson, RayBlaize | 3:31     |  |
| 12.   | «With A Child's Heart» (Uptempo Remix)                 | Henry Cosby, Sylvia Moy, Vicky Basemore                   | Jerome "Rome" Jefferson, RayBlaize | 3:38     |  |
| 13.   | «With A Child's Heart» (International Bonus House Mix) | Henry Cosby, Sylvia Moy, Vicky Basemore                   | Jerome "Rome" Jefferson, RayBlaize | 4:21     |  |
| 56:20 |                                                        |                                                           |                                    |          |  |

## Relanzamiento
Tras el éxito del tercer álbum de Raven, This Is My Time (2004), Crash Records vendió sus derechos sobre el material de Undeniable a TMG Records, que en cooperación con RayBlaize y su disquera en ese momento Hollywood Records, relanzó el disco el 31 de octubre de 2006, bajo el título de From Then Until..., con un listado de pistas ligeramente diferente.

### Información
El álbum incluye el vídeo musical "With A Child's Heart", así como algunos detrás de las escenas y actuaciones en directo. El álbum tiene la mitad de la canción "With A Child's Heart (International House Mix)", y las tres pistas incluidas al final del disco ninguna es cantada por Raven. Esta nueva edición desde entonces ha vendido más 15.000 copias en EE.UU y más de 200.000 mundialmente.
| From Then Until... |                                                  |          |  |
| N.º                | Título                                           | Duración |  |
| 1.                 | «People Make The World Go Round»                 | 3:47     |  |
| 2.                 | «Best Friends»                                   | 4:15     |  |
| 3.                 | «Slow Down»                                      | 4:25     |  |
| 4.                 | «Hip Hoppers»                                    | 4:03     |  |
| 5.                 | «I Can Get Down»                                 | 2:30     |  |
| 6.                 | «Bounce»                                         | 3:17     |  |
| 7.                 | «With A Child's Heart» (Uptempo Version)         | 3:53     |  |
| 8.                 | «I Love You»                                     | 4:50     |  |
| 9.                 | «Lean On Me»                                     | 2:41     |  |
| 10.                | «With A Child's Heart» (Ballad Version)          | 5:33     |  |
| 11.                | «Pure Love» (International Remix)                | 3:28     |  |
| 12.                | «With A Child's Heart» (International House Mix) | 1:57     |  |
| 13.                | «Big Thangz»                                     | 1:38     |  |
| 14.                | «Incomplete»                                     | 1:28     |  |
| 15.                | «Ear Candy»                                      | 0:50     |  |
| 16.                | «Videos» (Bonus)                                 |          |  |
| 48:35              |                                                  |          |  |

## Detalles

### Posiciones
| Lista (1999)                            | Posición |
| --------------------------------------- | -------- |
| Australia Albums Chart                  | 56       |
| Japan Oricon International Albums Chart | 34       |

### Lanzamientos
| Región         | Undeniable          | Discográfica    | From Then Until...      | Discográfica     |
| -------------- | ------------------- | --------------- | ----------------------- | ---------------- |
| Canadá         | 27 de abril de 1999 | Crash/Private I | 14 de noviembre de 2006 | Street Pride/TMG |
| Europa         | 27 de abril de 1999 | Crash/Private I | 27 de marzo de 2007     | Street Pride/TMG |
| Estados Unidos | 4 de mayo de 1999.  | Crash/Private I | 31 de octubre de 2006   | Street Pride/TMG |
| México         | —                   | —               | 31 de octubre de 2006   | Street Pride/TMG |
| Francia        | 4 de mayo de 1999   | Crash/Private I | 14 de noviembre de 2006 | Street Pride/TMG |
| Reino Unido    | 4 de mayo de 1999   | Crash/Private I | 14 de noviembre de 2006 | Street Pride/TMG |
| Hong Kong      | —                   | —               | 31 de octubre de 2006   | Street Pride/TMG |
| Japón          | 4 de mayo de 1999   | Crash/Private I | 14 de noviembre de 2006 | Street Pride/TMG |

## Créditos y personal
- Coordinador de proyecto: Jon Gordon.
- Compositores: Jerome "Rome" Jefferson, RayBlaize, Raven-Symoné, Vicky Basemore, Henry Cosby, Thomas Creed, Linda Creed, Alvin Davis, EJay Day, Sylvia Moy, Freddy Boy Sawyer, Stevie Wonder, LaKindra Pierce, Joseph "Big Shank" Holt, Jeffrey Rogers, Milton Smith.
- Productores: Jerome "Rome" Jefferson, Stevie Wonder, Alvin Davis, RayBlaize, Gee Gee, James St. James.
- Productores ejecutivos: Paul K. Walker, Tony Williams, Rogelio "Roger" Wilson, RayBlaize, Thomas McGee, Roberto "Bob" Tirado, Geary McDowell.
- Mezclas: Jon Gordon, Rodney Ascue, Greg Asst, Gerhard Joost.
- Instrumentación: Jerome "Rome" Jefferson, Stevie Wonder, Alvin Davis.
- Ingenieros: Jon Gordon, Tom Carrigan, Barrett Miller, Derrick Perkins, Martin Woodler.
- Armónica: Stevie Wonder.
- Programación: Steve Jones.
- Arreglo vocal: Jerome "Rome" Jefferson.
- Voces: Jerome "Rome" Jefferson, Jon Gordon, Raven-Symoné, Fanta Barnes, Tamika Gross, RayBlaize, Kimberly Brewer, Gospel Youth Choir, John Hart, Shunda Howard.
- Rap: Jerome "Rome" Jefferson, Jon Gordon, LaKindra Pierce, Raven-Symoné, Joseph Holt "Big Shank", Christopher B. Pearman.[4][5][26]